# Panela

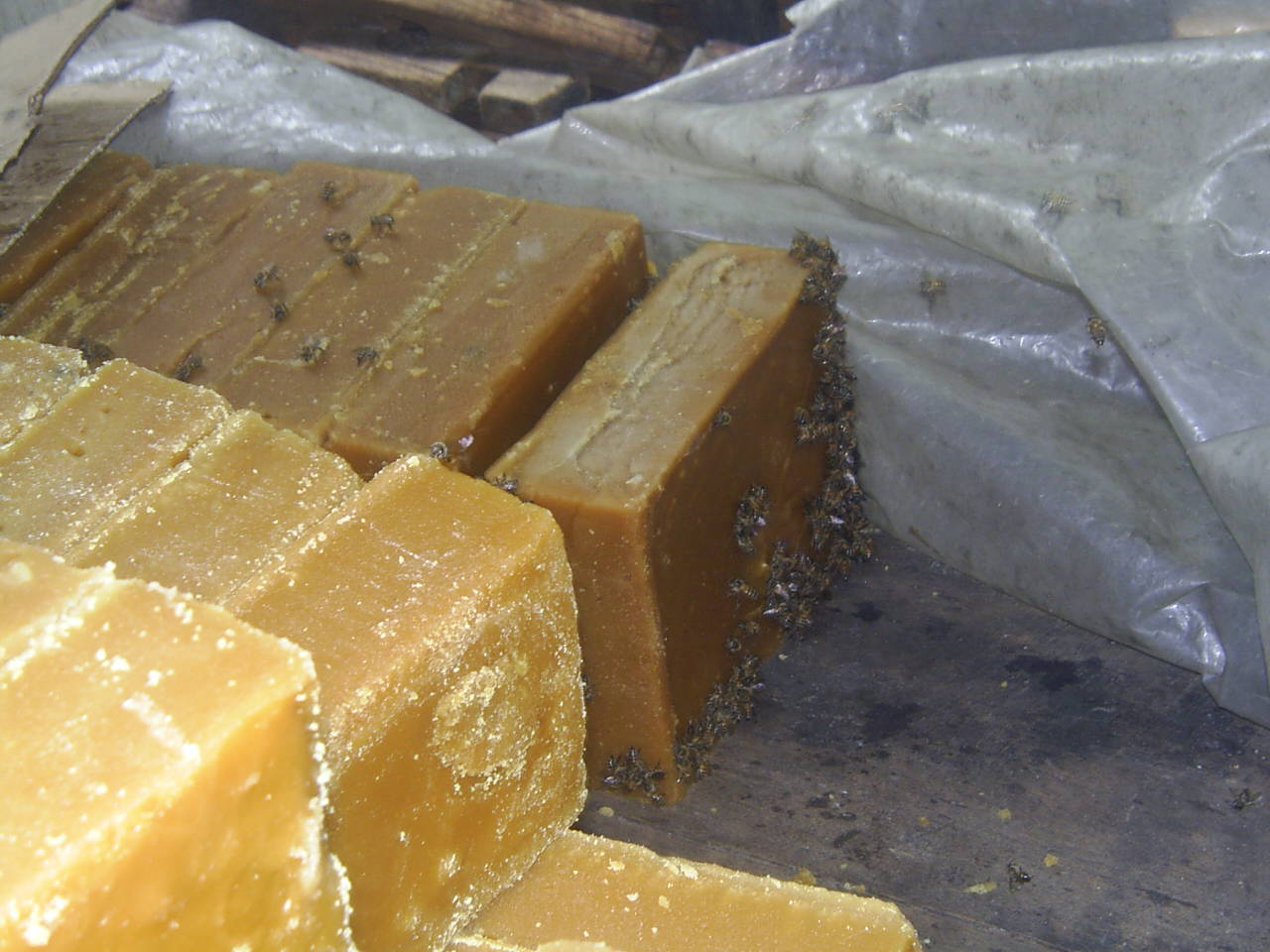
Panela, piloncillo, raspadura, chancaca o atado dulce.

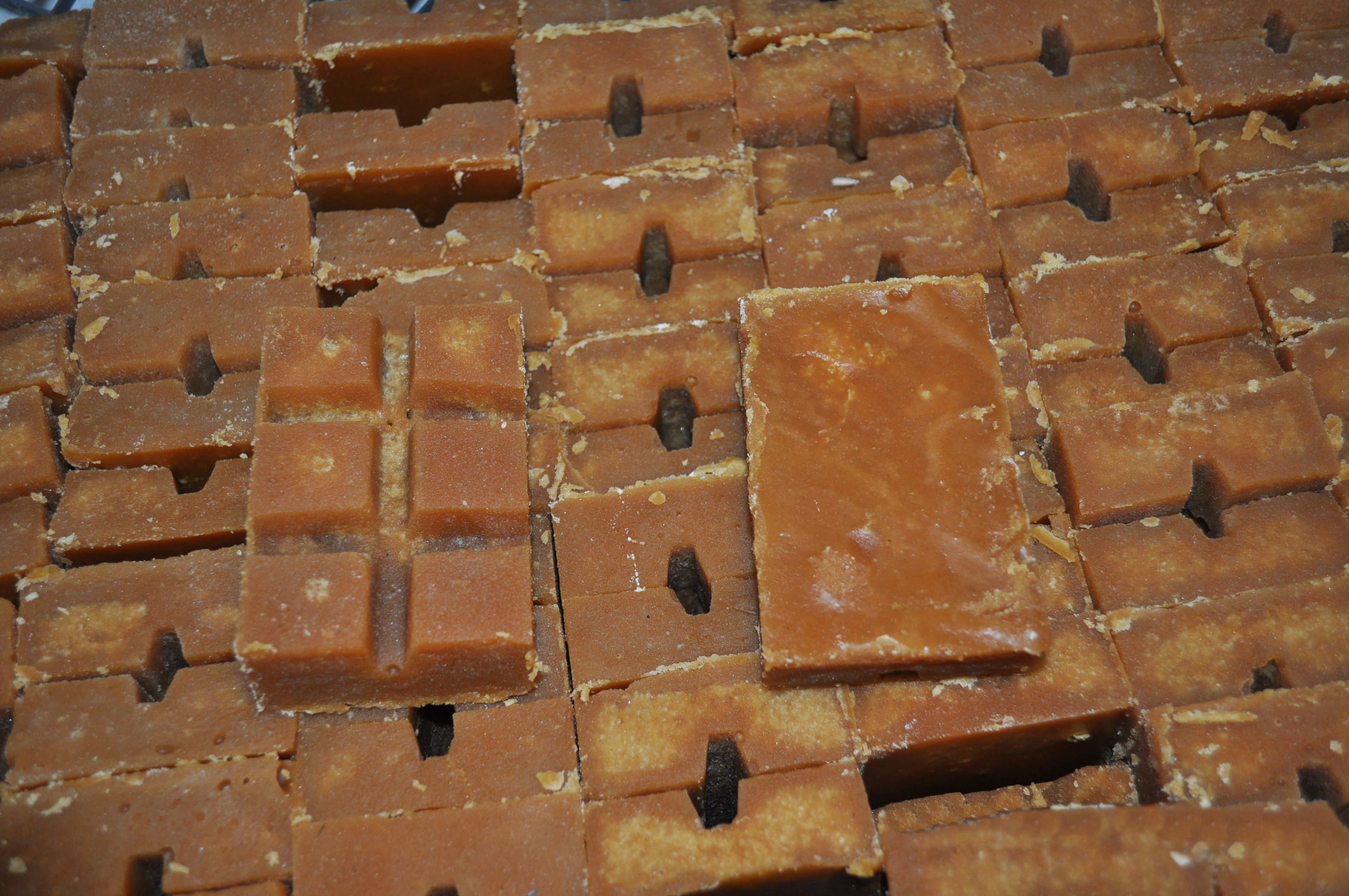
Panelas en pastillas o tabletas

La panela, chancaca, rapadura, panocha, piloncillo, pepas dulces, atado de dulce, papelón, raspadura, tapa de dulce, tableta de miel de caña, terrón de caña, piedra de dulce, empanizao, raspadura de guarapo, jaggery o gur (Pakistán o India) es un dulce típico de la gastronomía de muchos países en América y Asia. Se prepara a partir del caldo, jarabe o jugo no destilado de la caña de azúcar tras haberse puesto en remojo, hervido, moldeado y secado antes de pasar por el proceso de purificación necesario para convertirlo en azúcar mascabado (también llamado azúcar mascabo o moscabado).
También se conoce en España. En Laos este dulce se llama nam oy. En la India, Pakistán y Sri Lanka no solamente se elabora a base de caña de azúcar, sino también de la savia de la palmera.
Este dulce tiene un sabor ligeramente anisado, por las impurezas que aún contiene. Usualmente, se lo encuentra en formas diversas, según el tipo de moldes utilizados: cuadros, conos o pilones. Se utiliza para la elaboración del «melao» o «miel de panela» (una especie de caramelo) que es base de muchos postres y dulces tradicionales.
Es un edulcorante natural que se obtiene a partir de la evaporación, concentración y cristalización del jugo de la caña de azúcar. Para producir la panela, este jugo es cocido a altas temperaturas hasta formar una melaza bastante densa, para después pasar a unos moldes en forma de prisma donde se deja secar hasta que se solidifique o cuaje.
No está refinada ni centrifugada por lo que tiene un alto contenido en melazas. Las impurezas que contiene por el hecho de no estar refinada le dan a la panela una tonalidad oscura y hace que contenga minerales esenciales como calcio, potasio, magnesio, cobre, y hierro, junto con pequeñas cantidades de flúor y selenio.[cita requerida]
Existen dos tipos de panela, la que está en bloque y la granulada. Este último producto se elabora básicamente por la concentración del jugo de caña de azúcar hasta la obtención de un jarabe espeso que se granula por batido. Es una nueva presentación con grandes ventajas frente a la panela en bloque, ya que la dosificación es más sencilla, tiene una mayor estabilidad en el almacenamiento y es más fácil de disolver.

## Nombres
El nombre panela hacia referencia al acto de panificar el jugo de caña, deshidratándolo y solidificándolo en paneles rectangulares o moldes de diferentes formas. Este producto también se conoce como «pilón» en la costa de las provincias de Málaga y Granada en España, lugares donde se cultivaba tradicionalmente la caña de azúcar, desde donde partió hacia Canarias y posteriormente hacia América. En las Islas Canarias, en España, la panela recibe el nombre de rapadura, y las fabricadas en la isla de La Palma (Santa Cruz de Tenerife), España, en cierto sentido las más cercanas a América, también tienen forma de pilón o de cono. 
En las provincias argentinas de Corrientes y Misiones se lo conoce también como raspadura y Santiago del Estero, y en Tucumán (una importante productora de caña de azúcar) se las llama «tabletas de miel de caña» y en Salta y Jujuy se les dice tanto "tableta" como "chancaca". En muchas regiones de Venezuela también se conoce por el nombre de «papelón», usado principalmente en postres como: arroz con coco, majarete, entre otros y en bebidas refrescantes mezclado con limón. Mientras que en Bolivia, Chile y Perú se conoce como chancaca. En Costa Rica y Nicaragua se denomina como «tapa de dulce», «atado de dulce» o «dulce de rapadura» y se moldea en forma de cilindro trapezoidal. Históricamente, se usaba para endulzar cualquier bebida o alimento, pero con el tiempo el azúcar refinada pasó a sustituirlo. Aún se usa en repostería y en la elaboración de bebidas, golosinas, almíbares y confitería tradicionales.
En gran parte de México, se le conoce como «piloncillo» (ya que, en México, «panela» es el nombre de un queso); y físicamente su única diferencia es la presentación, pues el piloncillo tiene forma de cono o cono trunco, y la panela en otros países generalmente tiene forma de bloque rectangular.
En Honduras se le conoce como dulce de rapadura o dulce de panela.

## Historia
Su llegada a México se remonta a la época de la conquista y el virreinato. El piloncillo tiene como base de su preparación el jarabe o jugo no destilado de la caña de azúcar.
El piloncillo o «chancaca» palabra derivada del náhuatl chiancaca, que significa ‘tierra oscura’. Con la introducción del cultivo de la caña de azúcar durante la época de la colonia, llegaron también técnicas y elementos necesarios para su producción. Se les conocía como trapiches o molinos a los artefactos con los que se elaboraba este producto.
El cultivo de la caña de azúcar se introdujo durante el mestizaje culinario, en la época de la conquista española de América. Con este nuevo cultivo llegaron los trapiches, la molienda y sus productos. Fuente principal endulzante para campesinos y gente del medio rural de aquella época.
El cultivo se llevó a cabo en zonas cálidas, clima que le favorecía para su cosecha. Para esto era necesaria mucha mano de obra, que procedía de esclavos negros.

## Proceso de fabricación

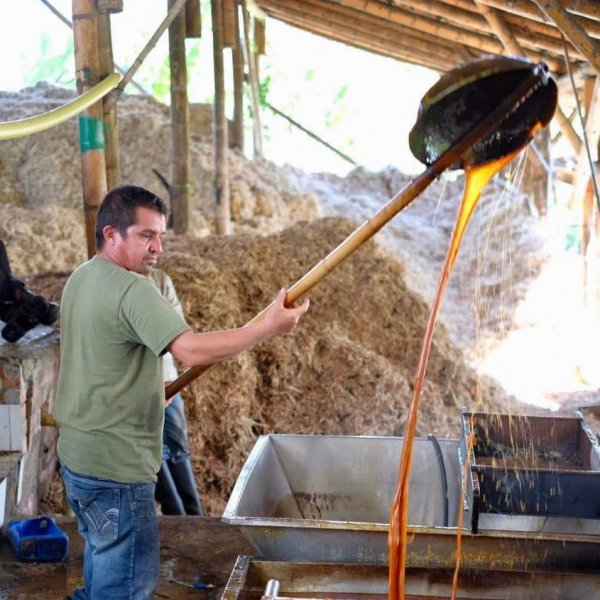
Trapiche artesanal en Colombia.

Para producir la panela, se requiere de un jugo obtenido de una caña de azúcar madura, con alto contenido de sacarosa libre de sustancias extrañas. Este jugo se cuece a altas temperaturas hasta formar una melaza bastante densa; luego se pasa a unos moldes en diferentes formas principalmente prisma rectangular o casquete esférico en donde se deja secar hasta que se solidifica o cuaja.
La elaboración de la panela, por lo general, se realiza en pequeñas fábricas comúnmente denominadas trapiches en procesos de agroindustria rural que involucran a múltiples trabajadores agrícolas y operarios de proceso. Los pasos seguidos para elaborar la panela son:
1. Recepción y limpieza: La caña cosechada pasa por un proceso de selección y descarte. Se escoge la caña más madura y con un nivel de sacarosa y fibra adecuados. Después, la caña se tritura y se desmenuza. Se obtiene una pasta.
2. Molienda: Se lleva la pasta a unos molinos acanalados que ejercen una alta presión y a través de los cuales se obtiene el jugo de la caña, el cual es tamizado para separar el sedimento. El desecho de la caña, llamado bagazo, se separa, se almacena para que seque y se utiliza como combustible en las próximas moliendas.
3. Clarificación: El jugo tamizado, conocido como guarapo, pasa por una serie de fases de filtrado para eliminar las impurezas, comúnmente conocidas como cachaza, la cual se utiliza como alimento para las bestias (caballos y mulas).Después el jugo se mezcla con hidróxido de calcio y ácido fosfórico para prepararlo para la fase de evaporación.
4. Evaporación: El jugo se puede llevar a ebullición varias veces o dejar evaporar lentamente. En cualquiera de los dos casos, la evaporación del agua permite alcanzar una concentración ideal para el moldeo de la panela. Al final se obtiene un jarabe espeso que tras la pérdida de humedad se convierte en melaza.
5. Punteo y batido: La melaza se lleva a unos cubos grandes y es removida mediante paleo manual. Se remueve hasta obtener el «punto» óptimo de espesor.
6. Moldeo: Se pone la masa en los moldes. Se deja secar.
7. Empaque: Una vez se seca el molde, se empaqueta.

En el proceso de evaporación se utilizan tres vasijas de cobre o bronce. La primera vasija es donde se da comienzo a la cocción del líquido proveniente de la caña (guarapo no fermentado); en la segunda vasija se va traspasando la espuma y otras impurezas del hervor de la primera; y así consecutivamente de la segunda a la tercera. 
La tercera vasija es la de menor calidad y con más porosidad en estado sólido. La primera vasija —con la mejor calidad— es un sólido semitransparente de color marrón claro, casi anaranjado, y de gran temple. Se requiere de una potente herramienta para partirla.
La fabricación es, hoy en día, un proceso industrial aunque hace algún tiempo se elaboró de forma artesanal en todo el noreste brasileño, lugar donde existen las mayores superficies de caña de azúcar. En países como Colombia aún hay muchos trapiches artesanales y este proceso se remonta a más de 500 años en el siglo XVII. Para la mayoría de los agricultores, la caña de azúcar todavía se corta a mano con machetes y luego se transporta al trapiche donde se prensa para permitir que escape el jugo verde de la caña de azúcar. 

## Producción y economía
La India es el principal productor mundial de panela, con alrededor del 86 % del mercado. Colombia es el segundo productor del mundo, con alrededor del 13.9 % del mercado, que equivale a 1 400 000 (un millón cuatrocientas mil) toneladas anuales y, a su vez, es el país que tiene el mayor consumo anual, con alrededor de 32 kg por habitante.
En Colombia, la industria de la panela es una de las principales actividades económicas de las áreas rurales andinas, y tiene una gran importancia socioeconómica en la generación de ingresos y empleo (alrededor de 350 000 empleados en cerca de 20 000 trapiches). La producción se está tecnificando gracias a la implementación de calderas a vapor, lo cual permite producir panela de mejor calidad y de forma ecológica.
En México, las cifras de producción son de alrededor de 100 000 toneladas anuales, siendo San Luis Potosí, Veracruz, Nayarit y Colima los mayores estados productores.

## Usos

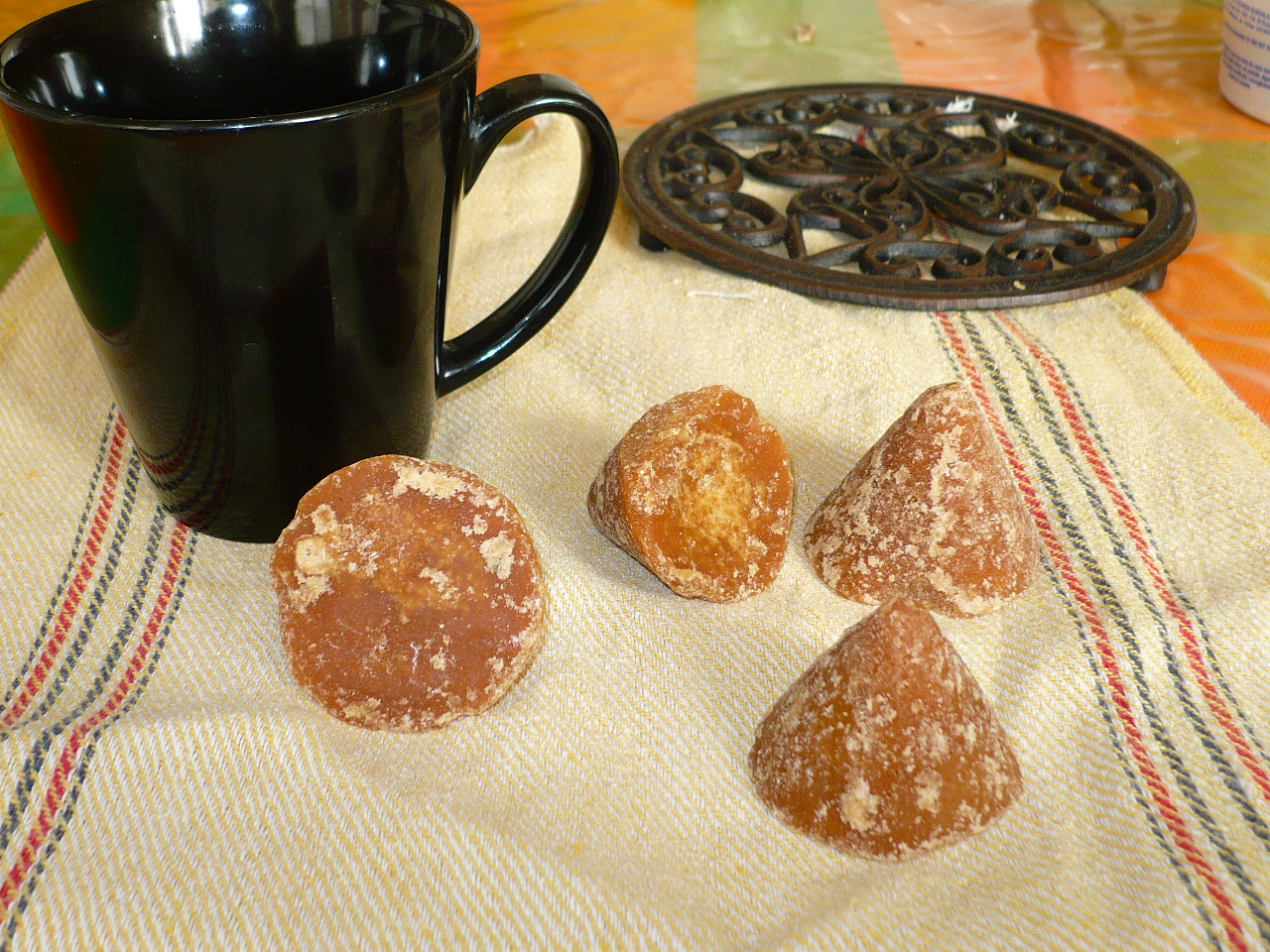
Piloncillos chicos

La panela es un ingrediente importante en la gastronomía de Mesoamérica, Brasil, Colombia, Perú, Venezuela, Ecuador y de las Islas Canarias, en especial de la isla de la Palma, donde se denomina rapadura. Se utiliza para la elaboración del melao o «miel de panela» (una especie de caramelo), que es base de muchos postres y dulces tradicionales. 
La panela también se utiliza para elaborar bebidas como la «aguapanela» en Colombia y «papelón» en Venezuela, que se prepara dejando disolver un bloque de panela en agua a temperatura normal o hirviendo, para su posterior consumo ya sea en frío o caliente, respectivamente. Otra bebida que se hace a partir de la panela es cierta variante del guarapo, que es una bebida alcohólica producto de la fermentación alcohólica del agua de panela. También es usada como un edulcorante sucedáneo del azúcar, principalmente en las zonas rurales.

### Variantes regionales

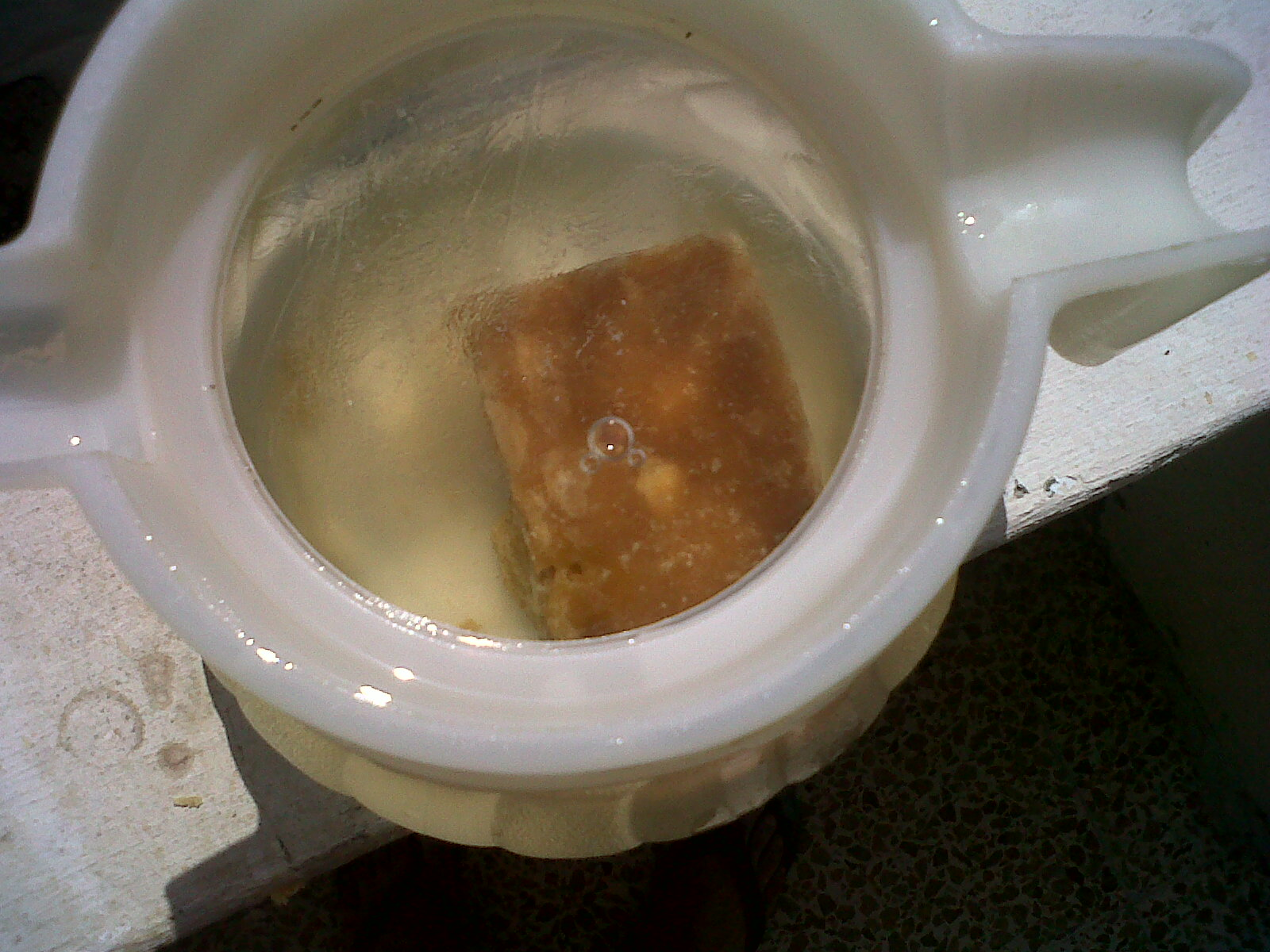
Panela diluyéndose en agua

Su presentación puede variar, vendiéndose embalada en película de plástico, envuelta en hojas de plátano o las hojas del maíz.

#### Argentina
En todo el noroeste argentino, principalmente en la provincia de Tucumán, donde una de las principales producciones es la caña de azúcar, se prepara a modo de golosina que se moldea como chocolatines de forma rectangular y sólida, llamada tableta de miel de caña (porque también se prepara de igual manera la tableta de miel de abejas). Se consume mucho en casi toda la provincia de Misiones, donde se la conoce como «rapadura».

#### Brasil

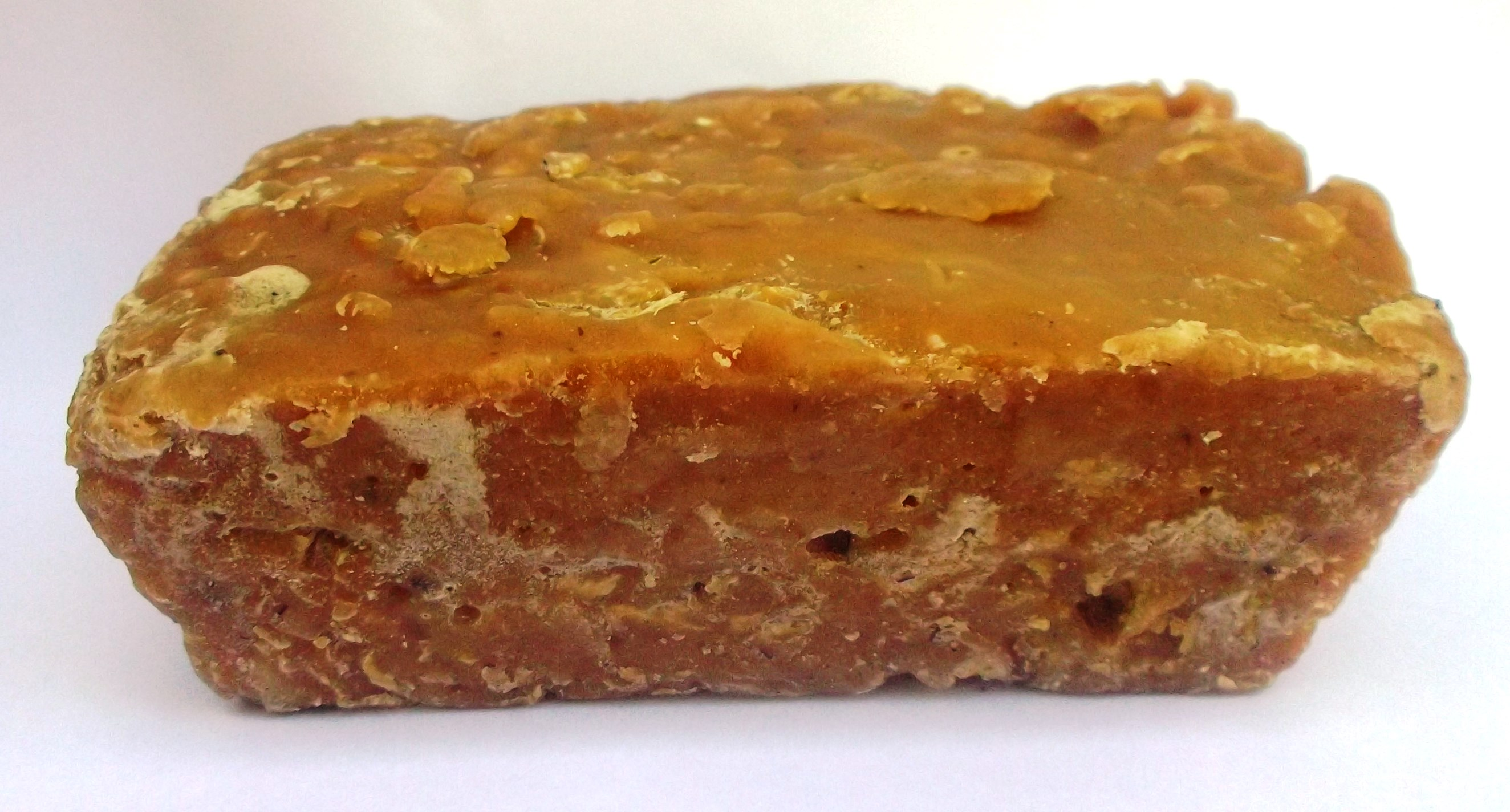
En Brasil, una «rapadura» artesanal de Boa Hora.

En Brasil, se llama «rapadura», proviene de la zona nordeste, y no debe confundirse con la palabra en portugués panela. Por ejemplo panela de ferro, significa olla metálica.

#### Chile
En Chile la «chancaca» no se hace a partir de caña de azúcar, ya que no se cultiva en el país, sino de la mezcla de melaza y azúcar de remolacha. Estas se funden juntas y se solidifican una vez frías en bloques.
Para su uso, se disuelve en agua caliente y se le añaden canela, clavos de olor, ralladura de piel de naranja o de limón y otras especias, según el gusto del consumidor. La consistencia debe quedar como de una salsa, pero ello también depende del gusto del consumidor.
En Chile se consumen sopaipillas remojadas en chancaca, lo cual se denomina sopaipillas pasadas. Otra variante es realizarla con picarones. También es cocinada junto con harina tostada para rellenar alfajores, típicos de septiembre. Además, suele utilizarse tanto para endulzar como para dar color al almíbar que se obtiene de los «huesillos» (duraznos deshidratados) para el mote con huesillos, bebida típica.

#### Colombia

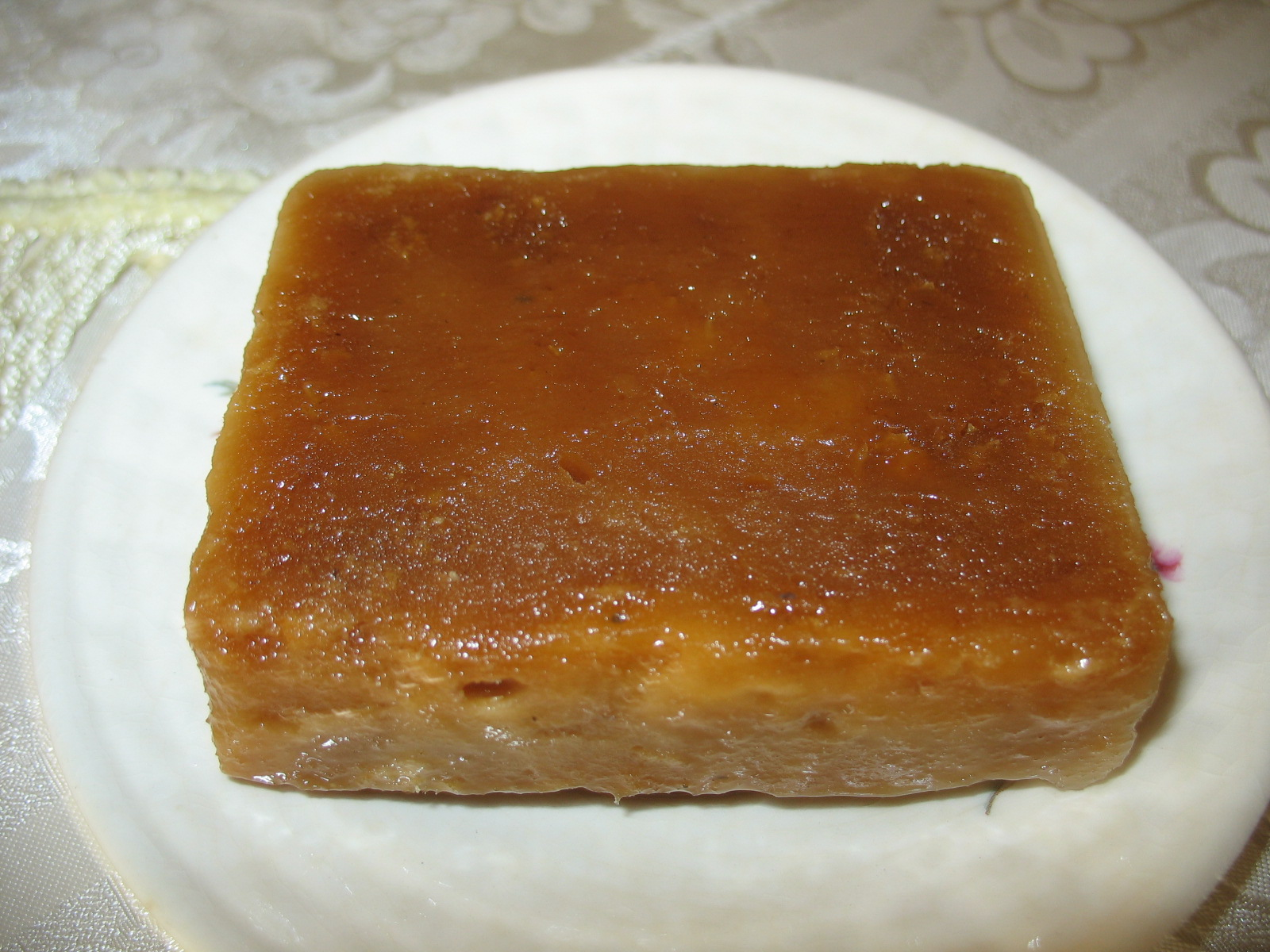
Panela colombiana

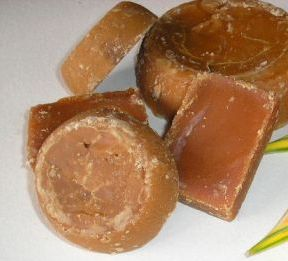
Panela

Se cree que la caña llegó a Colombia en 1538 por el puerto de Cartagena, dos años después entró por Buenaventura y allí empezaron los trapiches paneleros.
Colombia es el segundo país productor de panela en el mundo y el primero en consumo por habitante. Se produce en departamentos como Valle del Cauca, Caldas, Santander, Boyacá, Cundinamarca y Antioquia, lo cuales producen el 53 % del total nacional.
La elaboración, por lo general, se realiza en pequeñas fábricas comúnmente denominadas trapiches en procesos de agroindustria rural que involucran a múltiples trabajadores agrícolas y operarios. Se estima la existencia de unos 20 000 trapiches paneleros [cita requerida] que vinculan directa e indirectamente a cerca de 350 000 personas[cita requerida] en las actividades de cultivo de la caña, elaboración de la panela y su comercialización en las áreas rurales y centros urbanos.
En el proceso se utilizan tres vasijas de cobre o bronce. En la primera se da comienzo a la cocción del líquido de la caña (guarapo no fermentado); en la segunda se traspasa la espuma y otras impurezas del hervor de la primera; y así consecutivamente de la segunda a la tercera.
La tercera vasija es la de menor calidad y con más porosidad en estado sólido. La primera, de mejor calidad, es un sólido semitransparente de color marrón claro, casi anaranjado, y de gran temple. Se requiere de una potente herramienta para partirla.
La panela es muy usada como edulcorante de postres y bebidas tradicionales como el aguadepanela, el guarapo, la chicha, el café, el chocolate y la natilla en su forma artesanal. Pero sobre todo es consumida como agua de panela o aguapanela, dejándola disolver en agua, bien sea caliente (que también puede prepararse con leche) o fría (a la que puede agregarse gotas de limón). Además del tradicional bloque rectangular, se comercializan diversas presentaciones como la circular, en polvo o en pastillas. Otras especias aromatizantes del agua de panela son la canela y los clavos de olor.
Allí, la panela es muy usada, sobre todo como base, para elaborar bebidas, denominadas «aguapanela», «aguadulce» o «agua de panela». Su preparación es simple, y consiste en que la panela se deja hervir o diluir en agua, y puede servirse bien sea fría o caliente, llevando su primera variante una adición de gotas de zumo de limón, y la variante caliente, adicionada con leche, recibe el nombre de «tetero». Otras especias utilizadas como aromatizantes del «agua de panela» son la canela y los clavos de olor. En 2006, el agua de panela fue nominada como símbolo cultural de Colombia en el concurso organizado por la revista Semana con el apoyo de Caracol TV, el Ministerio de Cultura y Colombia es pasión. Otra bebida que se hace a partir de la panela es cierta variante del guarapo, que es una bebida alcohólica producto de la fermentación alcohólica del agua de panela.
Se utiliza como un edulcorante sustituto del azúcar, principalmente en las zonas rurales. También es extensamente utilizada como edulcorante de postres y bebidas tradicionales, tales como el guarapo, la chicha, el café, el chocolate y la natilla en su forma artesanal.

#### Costa Rica
En Costa Rica se conoce como «tapa de dulce», y los moldes que se utilizan tienen forma de cono truncado. Usualmente se venden apiladas en grupos de dos o cuatro unidades amarradas con la hoja seca de la planta de caña de azúcar. A estos paquetes se les conoce como «atados» o «tamugas». Los «atados» se forman con dos tapas de dulce y las «tamugas» con cuatro. Se toma de diversas maneras: a la bebida caliente o fría se le llama «agua dulce» a la cual con mucha frecuencia se le agrega leche. En la costa Caribe del país es muy popular el «agua de sapo» que se prepara con limón y jengibre, tomándose usualmente fría. En otras regiones del país es común omitir el jengibre para hacer simplemente «agua dulce con limón» que es muy refrescante y se bebe fría.

#### Cuba
En Cuba, la raspadura se elabora tanto artesanal como industrialmente desde los tiempos de los primeros ingenios azucareros (siglos XVI-XVII).

#### Ecuador
Se conoce como «panela» al jugo deshidratado de caña de azúcar en panes prismáticos, redondos o conos truncados que, para su distribución artesanal, se envuelven en hojas secas de plátano. La «raspadura», como también se la conoce, es el producto de raspar la panela para usarla como edulcorante, o para la preparación de postres. En la década de los 60, todavía su uso era popular,[cita requerida] pero actualmente es poco común gracias al azúcar refinada y productos derivados e industriales con que cuenta el país. Se utiliza en la preparación de determinados dulces.

#### El Salvador
En El Salvador, la mayor parte de trapiches están concentrados en el departamento de San Vicente. Se le conoce como «dulce de atado» y se elabora todavía en trapiches de manera artesanal tradicional. Los bueyes con yugo jalan el eje, que entrelaza los depósitos de donde se extrae el jugo de caña y, posteriormente, pasa a su proceso de cocción; después del enfriado, la pasta se introduce en moldes y, secado, se tiene ya el «dulce de atado». 

#### Filipinas
La «panocha» (o, con el término filipinizado, panutsá, y el nombre en lenguas bisayas, tam-is), se utiliza tradicionalmente como ingrediente para latík y kalamay, y también se come solo.

#### Guatemala
La «rapadura» o panela propiamente se utiliza para preparar postres típicos de la región, como el ayote en dulce, la miel para los molletes o torrejas, café de olla o el dulce típico de coco con panela.

#### México

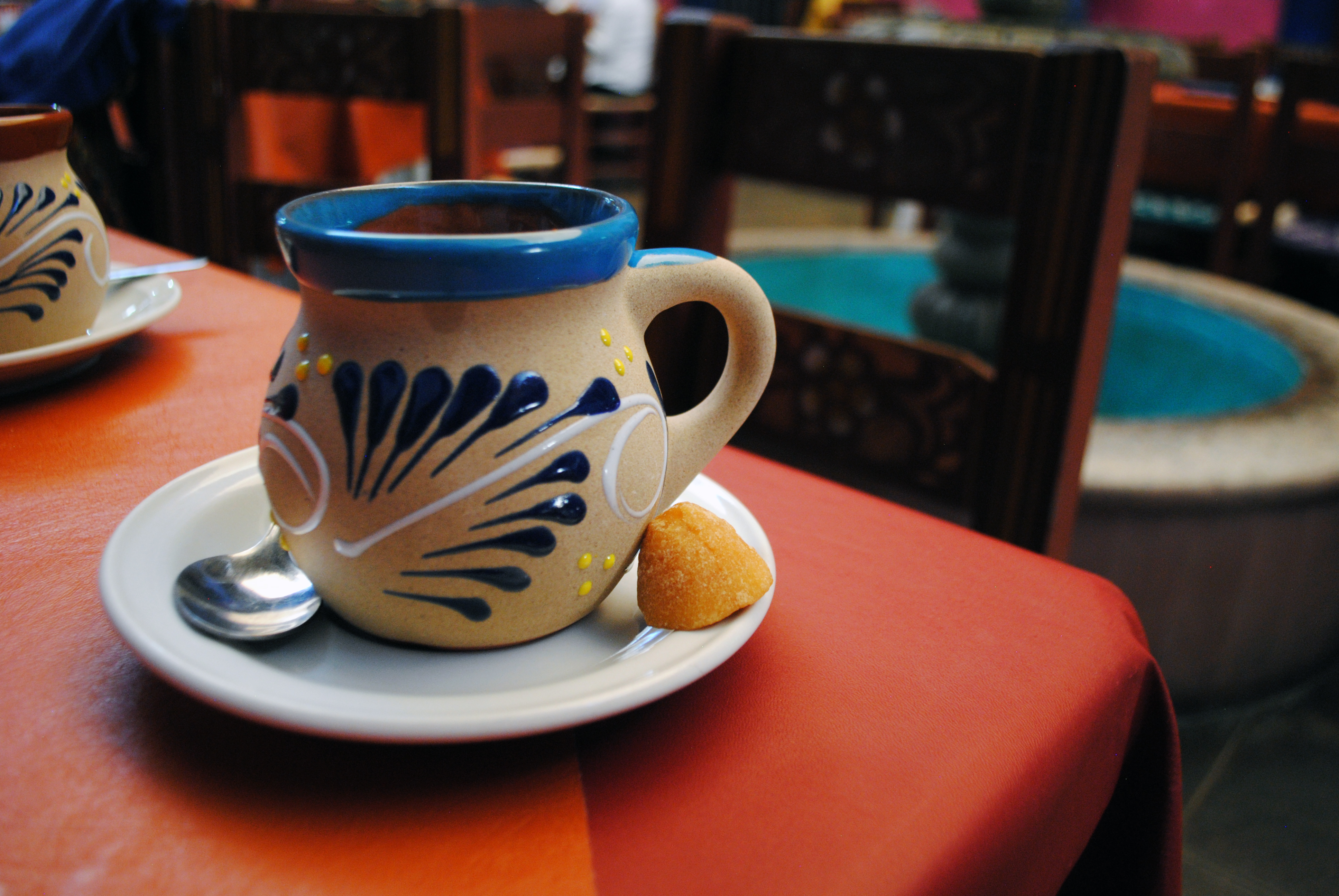
Café de olla mexicano con un terrón de piloncillo

La melaza sólida de azúcar se vende en forma de cono truncado, con el nombre de «piloncillo» (en el centro y norte del país) o «panela» (en el sur), y es la base de varios postres mexicanos muy estimados como el atole, los camotes enmielados, las calabazas en piloncillo, los frutos cristalizados y el ponche, que es una bebida típica de la temporada de invierno y se elabora con frutas hervidas como la guayaba, la manzana y el tejocote, también incluye caña de azúcar y canela. También se usa para preparar chiles chipotles, los cuales se ponen a hervir junto con el piloncillo (panela) y cebolla; se obtiene así una «salsa» de sabor picante y dulce a la vez que es muy utilizada, en el centro del país, para acompañar platillos salados.
Se usa ampliamente también en la preparación de dulces de fruta, como los que se elaboran con la calabaza, con el chilacayote o con el camote, donde se convierte en un líquido mieloso y muy dulce, por un lado, o completamente seco y semisólido en las frutas cristalizadas, por el otro. Es el endulzante obligatorio del café de olla, el cual se prepara en jarros de barro y se le agrega canela.
También se emplea para elaborar los puerquitos de piloncillo que son panes típicos artesanales elaborados con harina, manteca, especias y piloncillo, y cuya peculiaridad es que tienen forma de cerdito. Es común encontrarlos en mercados sobre ruedas, ferias de pueblo, etc. También es un ingrediente popular en la elaboración de las Coyotas, postre típico del estado de Sonora. Aquí se usa como relleno. Finalmente, es uno de los ingredientes utilizados tradicionalmente para la preparación del comiteco, bebida alcohólica de origen chiapaneco. A pesar de ser principalmente un alimento para consumo humano, el piloncillo es utilizado en ocasiones como premio para caballos deportivos, otorgándose uno o dos conos truncados pequeños por ración.

#### Panamá
Se la conoce también como «raspadura» o «rapadura».
Fabricación
Se obtiene de pequeños trapiches artesanales; por lo general, con la caña de azúcar sembrada a sus alrededores. Se mantiene vivo lo original de la industria artesanal. El área no es muy extensa: de 1 a 2 hectáreas, generalmente.
La utilización de la tracción animal es aún evidente: el caballo o el buey participan en la molienda. Al extraerse el jugo, el bagazo resultante se guarda como combustible para el momento de hervir el jugo de caña y reducirlo para llegar a la raspadura. Al tenerlo al punto, se vacía en moldes con forma de tapas.
Al enfriarse, se guardan de dos en dos. Algunas veces, se envuelven en hojas de bijao. Parte del jugo de la caña de azúcar se convierte en miel de caña y se vende en botellas e, inclusive, en tanques de 5 galones —es utilizada por las fondas y pequeños restaurantes para confeccionar chichas o refrescos—.
Consumo
La raspadura resultante se utiliza para la fabricación de chichas —principalmente limón con raspadura y, a veces, naranja—. Se puede utilizar también para cocinar algunos postres (como cocadas, bollería, etc.) o plátanos en tentación.

#### Paraguay
Se produce en la ciudad de Arroyos y Esteros, departamento de Cordillera, que está considerada como la Cuna Mundial del Azúcar orgánica. 
Es un tipo de azúcar que se obtiene a partir de la elaboración, concentración y cristalización del jugo de la caña de azúcar que es cocido a altas temperaturas hasta formar un jarabe espeso que se granula por batido. No está refinada ni centrifugada, por lo que tiene un alto contenido en mieles que le dan una tonalidad oscura y hacen que contenga vitaminas y minerales esenciales para mantener una buena nutrición y salud.
También se produce a lo que se le conoce como Mosto, el líquido obtenido de la caña de azúcar o (Takuare'ē) en guaraní., la cual es una bebida natural sin ningún tipo de producto agregado, que es muy consumida en toda parte del país.
El Mosto, también como la Panela se hierve hasta un punto dónde queda un líquido espeso el cual también que se consume bastante en el país  y es conocido como la Miel Negra o ( Eíra hû) en 
guaraní.

#### Perú

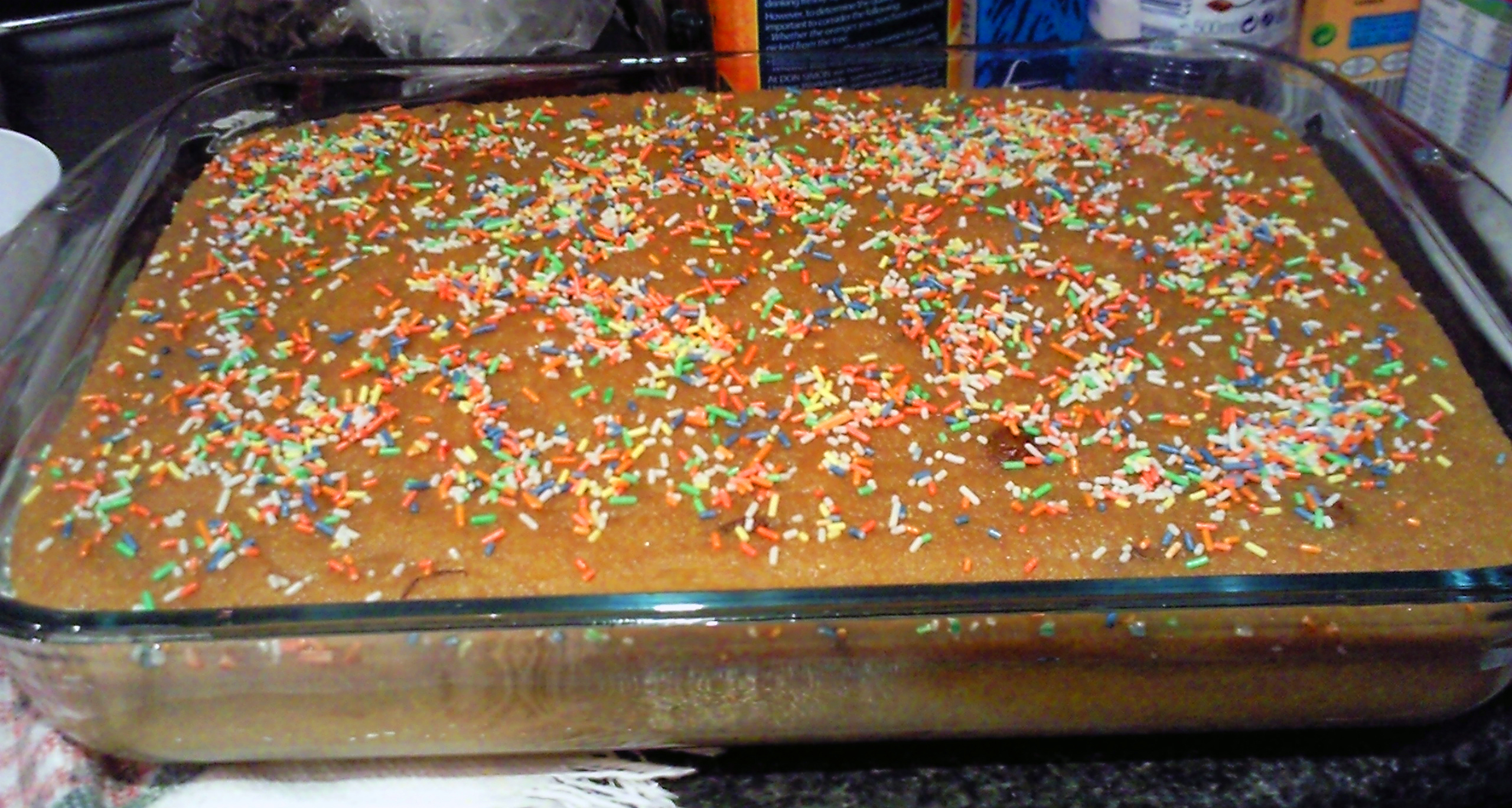
Sanguito, postre limeño elaborado con chancaca.

La «chancaca» se usa para endulzar el champús, es el ingrediente básico de la miel que acompaña a los picarones y al turrón de Doña Pepa. La chancaca se usa también para preparar el «arroz zambito» (un dulce limeño similar al arroz con leche, que en vez de azúcar, se endulza con chancaca), también se usa para preparar la calabaza al horno, el ranfañote, el sanguito y varias mazamorras como la «mazamorra de cochino» o la «mazamorra de chancaca». Se usa también para rellenar distintos tipos de alfajores y para servir sobre panqueques, wafles, yogures y frutas frescas (principalmente plátano y guayabas dulces). La chicha morada también se puede endulzar con chancaca.

#### Uruguay
Se le conoce por «rapadura» y es un dulce común en zonas de frontera con Brasil aunque puede encontrarse en otras zonas. Se presenta envuelto en hoja de chala y de tamaños variados. Es un producto importado pues debido al clima, este país no produce caña de azúcar sino remolacha azucarera.

#### Venezuela

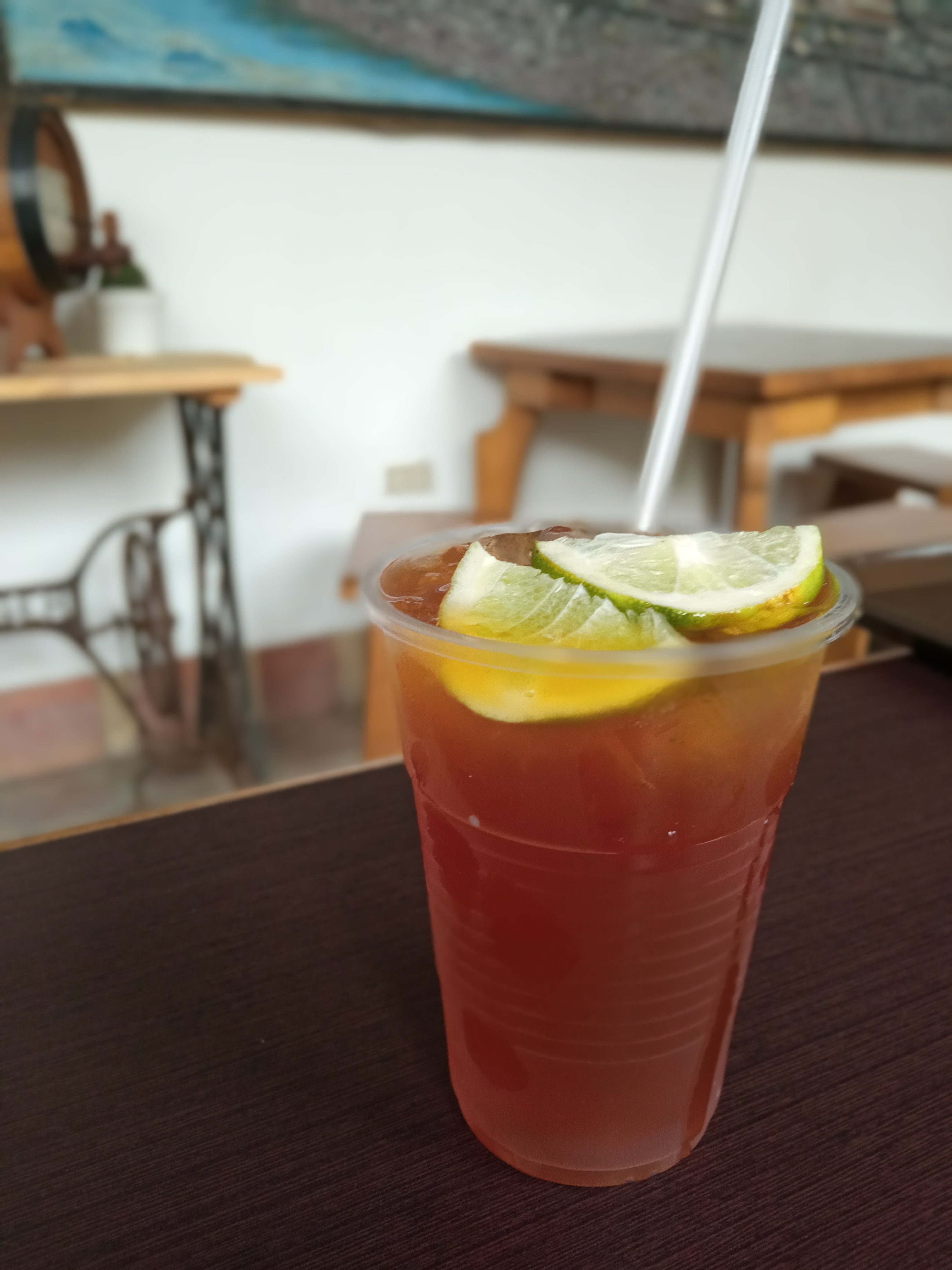
Papelón con limón

Se utiliza para endulzar postres y bebidas. En este país es común una variante de la limonada llamada «papelón con limón». Cabe destacar que aquí el nombre de «panela» se aplica para la de forma prismática, y «papelón» para la forma cónica, siendo este último un poco más oscuro que la primera y usado principalmente en postres como arroz con coco, majarete, naiboa y los golfeados, entre otros.[cita requerida]

#### Asia
En la India, Pakistán y Sri Lanka, se denomina gur o jaggery. En Laos, se llama nam oy.

## Nutrición
Nutricionalmente, presenta un altísimo contenido en carbohidratos, además de vitaminas del grupo B y abundantes minerales, entre los que destacan el hierro, el cobre y el magnesio. Su contenido de agua es bajo.
Se le atribuyen efectos benéficos en el tratamiento de resfriados,[cita requerida] tomándola como bebida caliente con limón, la cual hidrata y disminuye el malestar. Algunos deportistas suelen consumir el agua de panela fría como bebida hidratante natural que refresca y aporta calorías y sales minerales, para un mejor rendimiento corporal y una mayor resistencia física.
La panela se considera un alimento que, a diferencia del azúcar (que es básicamente sacarosa), presenta, además, significativos contenidos de glucosa, fructosa, minerales (como el calcio, el hierro y el fósforo) y vitaminas como el ácido ascórbico.